# Guerre di religione francesi
Le guerre di religione francesi furono una serie di otto conflitti che, opponendo cattolici e protestanti, devastarono il regno di Francia nella seconda metà del XVI secolo.
Lo sviluppo, nel secolo del Rinascimento, di un pensiero umanistico critico e individualistico, volto alla verifica delle acquisizioni culturali ereditate dal passato, provocò, fra l'altro, la messa in discussione dei principi dogmatici della religione cristiana e della legittimità delle istituzioni ecclesiastiche, fino ad allora insegnati e tutelati dalla Chiesa di Roma, alla quale si contestava da tempo anche la corruzione dei costumi. Nacque così in Europa, su impulso di Martin Lutero, il movimento della Riforma protestante, alla quale il cattolicesimo tradizionale oppose sia un intransigente conservatorismo, sia una proposta di autoriforma (erasmiana) oppure di adeguamento del cattolicesimo alle nuove condizioni storiche (controriforma). Queste dispute religiose provocarono, particolarmente in Francia e in Germania, una lunga serie di guerre civili.
Le prime persecuzioni contro gli aderenti alle nuove idee iniziarono in Francia negli anni Venti. Occorre attendere gli anni Quaranta e Cinquanta per assistere allo sviluppo di una lotta sempre più violenta. Si fecero frequenti le distruzioni iconoclaste, da parte dei protestanti, di oggetti del rituale romano considerati sacri dai cattolici: reliquie, ostie, immagini devozionali. Alla fine del regno di Enrico II, il conflitto si politicizzò e alla morte del re nel 1559 le diverse famiglie della nobiltà predisposero alleanze in funzione delle loro ambizioni e della loro fede religiosa. Le guerre cominciarono nel 1562 proseguendo, inframmezzate da periodi di tregua, fino al 1598, anno dell'emanazione dell'Editto di Nantes. In seguito alla morte di Enrico IV, la monarchia irrigidì la sua politica nei confronti dei protestanti e ciò condusse alle rivolte ugonotte del XVII secolo, che ebbero come epilogo l'assedio de La Rochelle. Alla revoca dell'Editto nel 1685, ripresero le persecuzioni contro i protestanti nel XVIII (rivolta dei Camisardi) fino all'Editto di Versailles di Luigi XVI del 1788.
L'analisi di queste guerre - che segnarono un periodo di declino politico della Francia - è resa particolarmente complessa per l'intrecciarsi in esse di cause politiche, sociali e culturali in un contesto europeo di forte tensioni.

## Le cause

### I problemi dell'economia francese
Per sostenere le guerre nelle quali i monarchi s'impegnarono fin dalla fine del secolo precedente, lo Stato francese dovette ricorrere a prestiti, alla vendita delle cariche pubbliche e all'aumento delle imposte, dirette e soprattutto indirette. In conseguenza di ciò, dagli anni Venti si assiste a un aumento generalizzato dei prezzi che provoca in particolare l'ulteriore impoverimento delle classi popolari urbane – operai, artigiani, piccoli commercianti – che danno luogo, negli anni Quaranta, a manifestazioni contro l'esosità del fisco fino all'aperta rivolta di Bordeaux, che aveva di mira il conseguimento all'autonomia dal potere centrale, repressa nel sangue.
La rivoluzione dei prezzi colpì anche la piccola e media nobiltà di provincia – la cosiddetta nobiltà di spada - che ricavava il proprio reddito dal censo pagato in denaro dai contadini e, se poteva rivelarsi vantaggiosa per la borghesia imprenditrice che poteva aumentare i propri capitali grazie alla diminuzione dei salari reali dei lavoratori, era svantaggiosa per la diminuzione dei consumi interni e le difficoltà di avere sbocchi nei mercati dei Paesi esteri, in cui i prezzi aumentavano più lentamente, mentre anche la tradizionale importatrice di merci francesi, la Spagna, nella quale pure si assisteva a un forte aumento dei prezzi, pagava con moneta svalutata e immetteva in Francia e in tutta Europa una grande quantità di argento proveniente dalle colonie americane, rompendo il tradizionale rapporto di valore con l'oro e provocando una crisi monetaria.
Inoltre le guerre tra Francia e Spagna generarono perturbazioni nei mercati, chiudendone alcuni alle esportazioni francesi, e, soprattutto, creando ricorrenti crisi e episodi di guerra di corsa particolarmente tra il 1515 e il 1555. Dopo il 1556 buona parte dell'Italia era stabilmente sotto il controllo diretto ed indiretto della Spagna, così come tutta la Germania meridionale era sotto il controllo degli Asburgo d'Austria, mentre molti dei principali alleati della Francia o erano protestanti (per lo più luterani tedeschi) o comunque non erano cattolici (Impero ottomano, a maggioranza islamica, ma in generale molto tollerante verso tutte le fedi religiose, incluse quelle riformate).

### Lo sviluppo del calvinismo
Le idee protestanti furono così valutate non solo nel loro aspetto religioso, ma anche come una Riforma che potesse investire l'insieme della società. Al calvinismo aderirono soprattutto i ceti urbani, operai, artigiani, la borghesia e quella parte della nobiltà che sperava nella secolarizzazione delle proprietà ecclesiastiche per poter trovare una soluzione al suo crescente impoverimento. Si diffuse nel Sud e – con l'eccezione di Tolosa - soprattutto nel Sud–Ovest, dove erano forti le tendenze all'autonomia e dove operava una borghesia commerciale che vedeva in esso l'ideologia che premiava lo spirito dell'iniziativa e del successo. Poco sviluppo ebbe invece nel Nord, a eccezione, in parte, della Normandia, più industrializzata. Non mancavano famiglie dell'alta ed altissima nobiltà francese (come alcuni rami dei Borbone e dei Montmorency) che si convertirono al calvinismo. Inoltre una parte considerevole della nobiltà francese aveva sempre dimostrato di gradire poco il potere dello stato e di avere una tendenza alla ribellione.

### L'assolutismo
La Francia fu il paese europeo in cui l'assolutismo - l'accentramento di tutti i poteri politici nelle mani del re, la mancata convocazione degli Stati Generali, che erano le forme di rappresentanza degli ordini sociali, e il ridimensionamento delle prerogative parlamentari - assunse il carattere più compiuto. L'assolutismo è la forma politica che più garantisce gli interessi della nobiltà, difendendo le proprietà feudali e i privilegi fiscali di quella classe.
D'altra parte la monarchia francese non trascurò di favorire l'ascesa economica della borghesia, con una politica economica protezionistica che limitava le possibilità di importazione dei prodotti stranieri, prendendo iniziative che favorissero le esportazioni delle merci francesi, come mostrano gli accordi con la Turchia, che favorivano i commerci francesi nell'Oriente, eliminando all'interno una parte dei dazi doganali, unificando pesi e misure e rendendo parzialmente più omogenea in tutto il Paese il diritto e la legislazione.
L'alta nobiltà era rappresentata nel Consiglio del Re, ricopriva le cariche di governo nelle province e comandava le forze armate di terra e di mare. Principale classe feudale, usufruendo di enormi possedimenti fondiari, non era interessata - anzi, era persino avversa - alla centralizzazione assolutistica dello Stato che garantiva l'unità della nazione, se non in quanto il favore reale le garantiva anche lauti stipendi e pensioni. Godendo ancora di larga influenza politica, le potenti famiglie nobili - i Guisa, i Montmorency, i Borbone, gli Châtillon, i Valois, i d'Anjou - avevano intessuto una fitta rete di relazioni clientelari con la piccola e media nobiltà la quale, spesso impoverita e sempre in cerca di protezioni che le permettessero una risalita sociale, si stringeva attorno a questo o quel nobile, favorendo i suoi interessi e appoggiandolo con le armi nelle sue imprese.
Tuttavia, a differenza dell'alta aristocrazia feudale, la piccola nobiltà di spada, i cui elementi prestavano prevalentemente servizio come ufficiali nell'esercito, guardava con favore al crescente potere reale, che nell'esercito aveva l'indispensabile garante, sperando di guadagnare benefici che le erano al momento preclusi dalle insufficienti possibilità economiche: a questo scopo, pretendeva di poter amministrare la giustizia, riscuotere le imposte e i tributi, avere accesso alle maggiori cariche del regno.
Se la piccola nobiltà di spada era in decadenza, in salita appariva la nobiltà di toga, formata da borghesi proprietari terrieri, entrati a far parte della nobiltà per i meriti acquisiti nell'amministrazione dello Stato. Sempre più ricca, creditrice dell'erario, estendeva le sue proprietà e accresceva la propria influenza nel Consiglio del Re, fornendogli l'apparato burocratico, anche ai massimi livelli, indispensabile al funzionamento di una macchina statale sempre più complessa. Essa era naturalmente fedelissima al re e alleata della borghesia, urbana e provinciale, dalla quale proveniva.
La chiesa cattolica e la corona di Francia avevano dei rapporti di amore ed odio, che risalivano a parecchi secoli prima. La Chiesa Cattolica francese aveva alcuni privilegi di autonomia da Roma (chiesa gallicana) ottenuti appunto dai Re di Francia per tutelare l'autonomia del proprio regno dalle ingerenze vaticane, e soprattutto impedire che il Papa potesse nominare vescovi sgraditi e non suoi sudditi. Il Re di Francia aveva quindi un potere religioso superiore a quello della maggior parte dei suoi rivali, ed aveva anche, per antichissimo privilegio, alcuni privilegi sacerdotali riconosciuti nell'atto dell'incoronazione.
Detto questo il Re di Francia era stato più volte alleato del Papa in guerre e trattati diplomatici, ma la grande politica estera francese era sovente in contrasto con quella pontificia, e disposta ad alleanze "empie", ma di grande efficacia, con potenze non cattoliche, sia protestanti che islamiche.

#### La disputa sull'assolutismo
Essendo troppo giovani Francesco II e Carlo IX per regnare, diverse fazioni politiche cercarono di controllare il potere: furono tre i grandi clan familiari che entrano in concorrenza fra di loro per conquistare l'egemonia politica.
- Quella dei Montmorency fu una delle famiglie più grandi e potenti della Francia. La ragione risiede nella straordinaria fortuna del connestabile Anne de Montmorency che esercitò una grande influenza su Enrico II. In questa famiglia, si resero illustri François de Montmorency ed Enrico II di Montmorency.[2]. Pure essendo divisi fra loro in cattolici e protestanti, i Montmorency si unirono per contrastare il crescente influsso dei cattolici Guisa, i loro maggiori rivali. La loro concorrenza nella corsa al potere fece delle guerre di religione una guerra privata tra queste due famiglie. I Montmorency furono i grandi sconfitti del conflitto: una parte dei suoi membri morì in combattimento o assassinati, un'altra parte fu imprigionata o costretta all'esilio; la famiglia conobbe un periodo di rinascita a fianco di Enrico IV con Enrico I di Montmorency.
- I Guisa furono i principali esponenti del partito cattolico. Cugini del duca di Lorena, ottennero il vertice della loro parabola politica grazie a Claudio di Lorena e a Francesco di Lorena, i due primi duchi di Guisa, e così grazie a Maria Stuart, regina di Francia dal 1559 al 1560. Nella famiglia si misero in luce anche il cardinale di Lorena, Enrico di Guisa e Carlo di Mayenne. Spesso messi da parte dalla reggente Caterina de' Medici a causa della loro intransigenza, i Guisa tornarono trionfalmente sulla scena: furono loro i grandi vincitori delle guerre. Nel 1588 giunsero a cacciare re Enrico III dalla capitale, destituendolo l'anno dopo. Malgrado la loro successiva sconfitta, con la sottomissione a Enrico IV, la loro potenza rimase intatta, obbligando il re a destreggiarsi con cautela nei loro confronti.
- I Borbone, discendenti di Luigi IX di Francia in linea diretta, erano principi della casa reale di Francia. Alcuni suoi membri parteggiarono per i protestanti, come Luigi I di Borbone-Condé e il figlio Enrico I di Borbone-Condé, Antonio di Borbone e il figlio Enrico III di Navarra. Famiglia divisa al suo interno, non riuscì a darsi un capo ma, per quanto a fatica, Enrico IV alla fine riuscì a imporsi e, grazie alla morte dell'ultimo dei Valois, ad ereditare anche la corona francese.

### L'ingerenza dei paesi confinanti

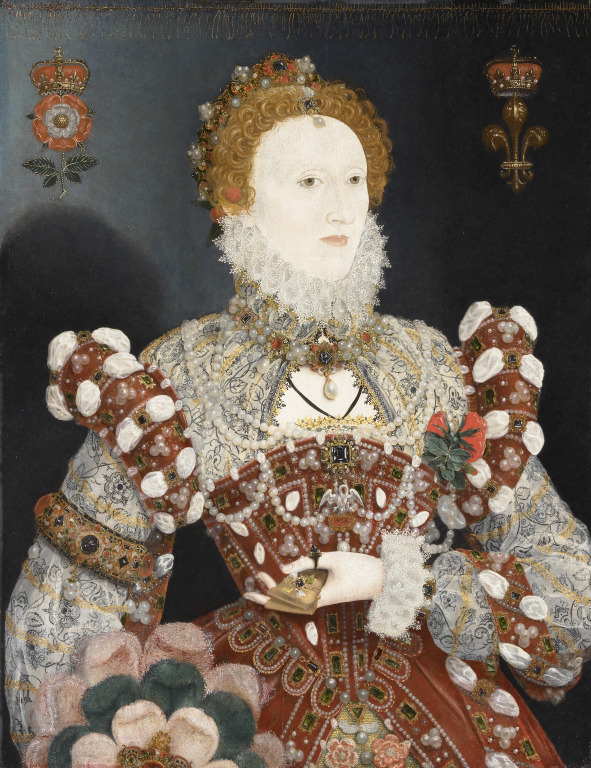
Elisabetta I d'Inghilterra

Le guerre di religione furono causate anche dall'ingerenza dei paesi vicini che alimentavano i torbidi per indebolire la Francia. Perduta la Battaglia di San Quintino nel 1557 e firmato il Trattato di Cateau-Cambrésis nel 1559, la Francia vide indebolirsi la sua supremazia continentale a favore del re di Spagna Filippo II. Tuttavia la Francia conservava una notevole forza, garantitale dall'alta demografia, dalla sua ricchezza e del suo prestigio.
Spagna e Inghilterra intervennero, la prima sostenendo i cattolici rappresentati dai Guisa, e la seconda i protestanti capitanati dai Montmorency. Durante gli anni Ottanta, la Francia parve così essere divenuta il campo di battaglia dei due paesi rivali che avevano anche ambizioni di espansione territoriale: l'Inghilterra intendeva impadronirsi della città di Calais che aveva perduto nel 1558, mentre la Spagna sperava di conquistare la parte settentrionale del regno di Navarra. Anche il Piemonte, alleato della Spagna, sperava di guadagnare le zone occupate dalla Francia nelle guerre d'Italia.
Anche nei Paesi Bassi, occupati dalla Spagna, dal 1566 divampava la guerra, le cui vicende si ripercossero sui conflitti francesi. Il re di Francia, da parte sua, cercava l'aiuto degli eserciti stranieri per ristabilire la propria autorità interna e si alleò con la Svizzera e con il Papato. Alla guerra parteciparono, in qualità di mercenari, soldati tedeschi - utilizzati da tutte le parti in lotta - e fiamminghi, al soldo della Spagna.

## L'inizio del conflitto

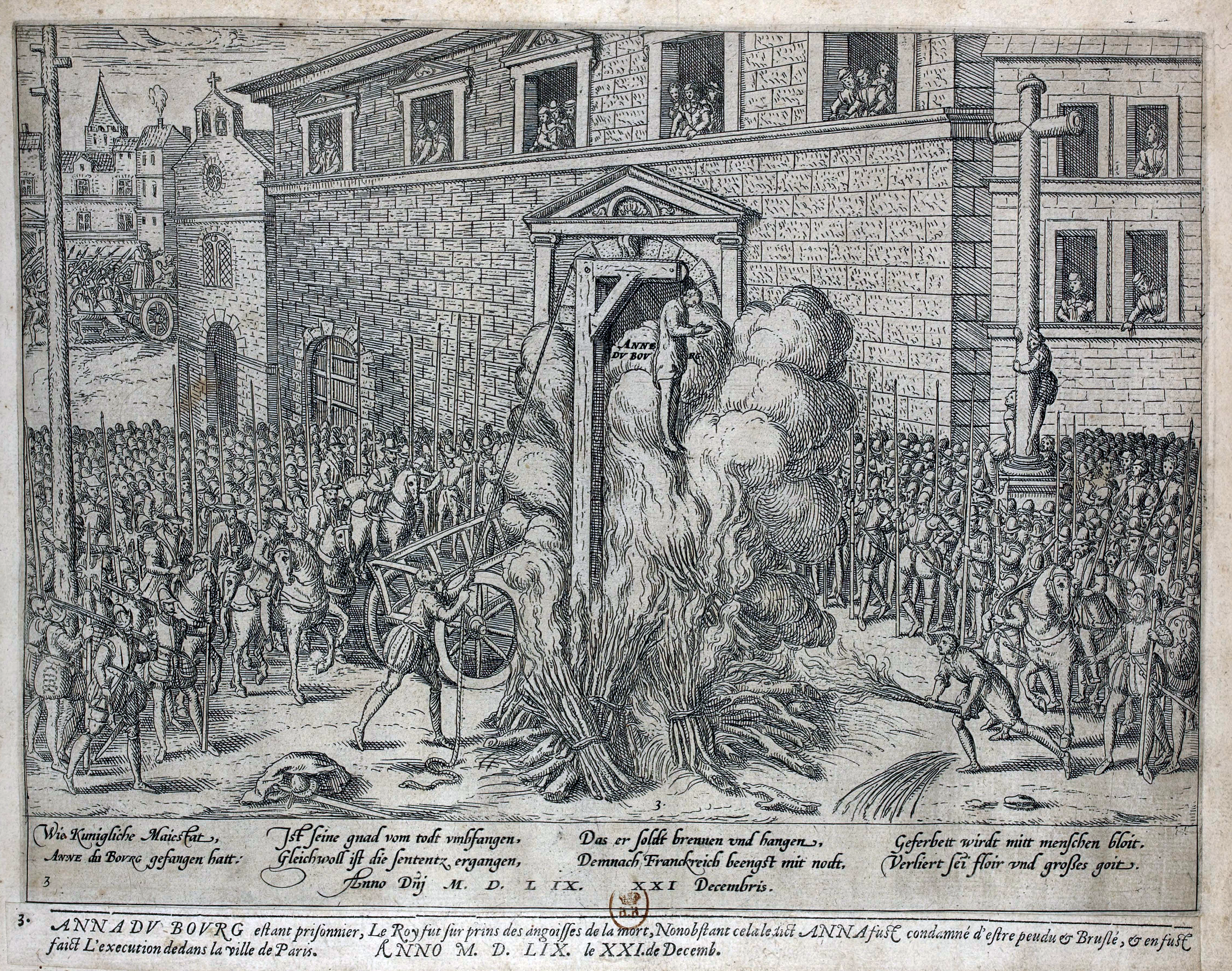
Esecuzione del magistrato Anne du Bourg

I primi problemi religiosi si manifestarono sotto il regno di Francesco I. Malgrado il suo spirito aperto, il re considerò la dottrina protestante nefasta alla sua autorità. Si oppose recisamente alla distruzione delle reliquie e, a partire dall'affaire des Placards nell'ottobre del 1534 (in cui erano stati affissi volantini anticattolici), perseguitò i protestanti.
Durante il regno del figlio Enrico II (1547-1559), le tensioni religiose aumentarono pericolosamente. Ancora più intollerante del padre, Enrico II perseguitò duramente i protestanti, moltiplicando gli editti e creando le camere ardenti per condannarli al rogo.
Malgrado la persecuzione, il movimento anti-cattolico continuò a crescere di numero e di intensità sotto la direzione di dirigenti di valore come Giovanni Calvino. I ceti urbani della borghesia e degli artigiani, ma anche una parte dell'aristocrazia, apparve sensibile alla propaganda protestante il cui dinamismo provocava per reazione un odio violento fra i cattolici intransigenti: le due fazioni sono persuase entrambe di essere le sole depositarie della "vera fede". Il paese apparve sul precipizio della guerra civile: la guerra contro la Spagna e la morte improvvisa del re nel 1559 rafforzarono questa sensazione.

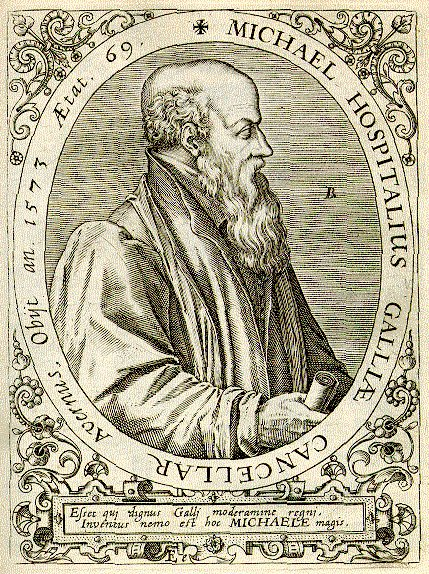
Michel de L'Hospital

Nel 1560, i diversi partiti entrarono in lotta per imporre la loro influenza sul giovanissimo Francesco II. Il governo fu affidato al duca di Guisa e al cardinale di Lorena, zii della regina Maria Stuarda, entrambi cattolici intolleranti; di fronte a quest'aperta sfida, i protestanti, alla cui testa si pose allora il principe di Condé, tentarono un colpo di mano, che sfociò nella cosiddetta congiura di Amboise.
L'improvvisa morte di Francesco II alla fine del 1560 produsse una momentanea tregua. La regina Caterina de' Medici aprì la reggenza in nome dell'ancora troppo giovane Carlo IX e cercò un'intesa tra cattolici e protestanti. Insieme con il cancelliere Michel de l'Hospital, moltiplicò gli incontri tra i partiti e tentò anche con il Colloquio di Poissy di mantenere l'unità della Cristianità. La profondità degli antagonismi che dividevano le due confessioni cristiane fece fallire ogni possibilità di accordo; in compenso la moderazione del cancelliere de l'Hospital mise termine alle persecuzioni contro i protestanti i quali, potendo ora manifestare la loro fede, e più fiduciosi nel loro avvenire, aumentarono di numero: si calcola che nel 1561 vi fossero circa due milioni di protestanti in Francia. I cattolici reagirono a quella crescita impetuosa che percepivano come un grave pericolo e gli atti di violenza reciproca si fecero sempre più numerosi in tutto il Paese. Inoltre molte forme di violenza simbolica si aggiunsero a quella fisica, i calvinisti aborrivano il culto delle immagini, distruggendo, mutilando o insudiciando affreschi e statue nelle chiese cattoliche, e rifiutavano la transustanziazione, distruggendo o sputando sulle ostie; i cattolici consideravano blasfemi il sacerdozio universale e la Bibbia in volgare (che fu frequentemente data al rogo o "affogata" pubblicamente nei fiumi). Ambedue i movimenti accusavano gli avversari, oltre che di empietà, di lascivia, i protestanti affermavano che i preti erano sessualmente sfrenati, utilizzavano il confessionale per sedurre le giovani donne, mentre i monaci sarebbero stati sodomiti; i cattolici invece pubblicavano libelli in cui si descrivevano le cerimonie protestanti (che in genere avvenivano di notte, nella casa di un fedele) come delle orge, e dei riti al limite del satanismo.
Il 17 gennaio 1562, Caterina de' Medici promulgò l'Editto di Saint-Germain-en-Laye, che proclamava la libertà di coscienza e di culto per i protestanti, a condizione che essi restituissero i luoghi di culto, già cattolici, di cui si erano precedentemente appropriati.
La fazione cattolica, guidata dai Guisa, reagì con il Massacro di Vassy il primo marzo dello stesso anno. È il primo episodio di violenza dei cattolici sugli ugonotti, drammatico anticipo di quello della Notte di San Bartolomeo.
Si possono distinguere tre fasi nello sviluppo delle guerre di religione:
- l'offensiva protestante dal 1560 al 1572, periodo durante il quale il protestantesimo aumentò i propri consensi nelle città e nella classe nobiliare, arrivando a sperare nella conversione di tutto il regno. Ma il massacro del 24 agosto 1572 (Notte di San Bartolomeo), che aveva visto l'assassinio di importanti esponenti della fazione ugonotta, e si era poi esteso in tutte le città della Francia, portò un colpo decisivo alle speranze protestanti. Inoltre le campagne rimasero in maggioranza cattoliche (eccetto che in alcune aree della Provenza e della Savoia), e questo provocò una sorta di guerra tra le città e la campagna.
- L'offensiva dei "Malcontenti", dal 1572 agli anni Ottanta, periodo nel quale le guerre di religione presero maggiormente l'aspetto di un conflitto politico, condotto da un partito politico cattolico e moderato, contrario al rafforzamento delle prerogative reali. Alla testa del movimento si posero uno dei figli di Caterina e fratello dei re Carlo IX ed Enrico III, Francesco d'Alençon e gli esponenti cattolici della grande nobiltà.
- L'offensiva cattolica dagli anni 1580 a 1599, periodo nel quale la politica della Controriforma cattolica prese l'iniziativa. I cattolici cercarono di annientare i protestanti.

## La prima guerra di religione (1562–1563)

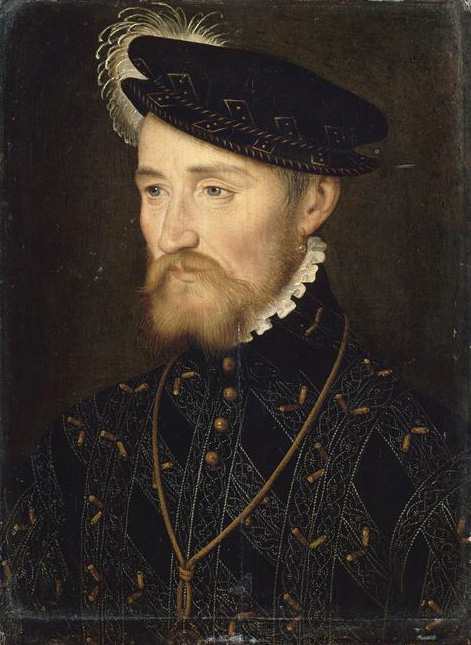
Francesco I di Guisa

La rottura fu consumata il 1º marzo 1562, quando il duca Francesco di Guisa, tornando dai negoziati di Alsazia, affrontò e uccise a Wassy, in circostanze poco chiare, 37 protestanti, intenti alla celebrazione del loro culto. Al suo ritorno a Parigi, il Guisa fu accolto come un eroe e con richieste di una crociata contro gli ugonotti. Da parte protestante si assiste a una presa d'armi sotto la direzione del principe Luigi di Condé, che si impadronisce della città di Orléans.
Presa alla sprovvista dal precipitare degli eventi, Caterina tentò un ultimo passo per mantenere la pace, ma il Guisa pose in atto un autentico colpo di mano, presentandosi con i suoi soldati a Fontainebleau, dove si trovava la famiglia reale, costringendo Caterina e il giovane re a seguirlo a Parigi, con il pretesto di proteggerli dai protestanti, ma in realtà per far figurare che essi stessero completamente dalla parte dei cattolici. Così iniziò la prima guerra di religione.
I protestanti iniziarono un'offensiva folgorante per il controllo delle città: dopo un mese s'impadronirono di un gran numero di città molto importanti, come Lione e Rouen, la seconda città del Paese; a ogni conquista, si assistette al saccheggio delle chiese cattoliche, quando non alla loro distruzione. Ma gli eserciti cattolici si ripresero progressivamente e dopo aver sconfitto i protestanti a Tolosa e a Bordeaux, iniziarono una lunga campagna di assedi alle città passate ai protestanti.
Diversi furono i teatri delle operazioni: il più importante fu quello che si dispiegava sulla Loira e in Normandia, dove i cattolici cercarono di riconquistare Rouen. La seconda zona di combattimenti interessava il Sud-Est, in particolare la Linguadoca, e la terza si situava nel Sud-Ovest, dove Blaise de Montluc condusse una repressione implacabile contro i protestanti, che furono battuti a Vergt.
L'esercito protestante era costituito essenzialmente da mercanti e artigiani, sostenuti da mercenari tedeschi e guidati da capi nobili esperti; dopo il trattato di Hampton Court, ottenne l'appoggio inglese. La battaglia di Dreux, combattuta il 19 dicembre 1562 si risolse a vantaggio dei cattolici, che catturarono il principe di Condé ma subirono la morte del maresciallo di Saint-André, mentre un altro loro capo, il connestabile Anne de Montmorency cadde nelle mani dei protestanti.

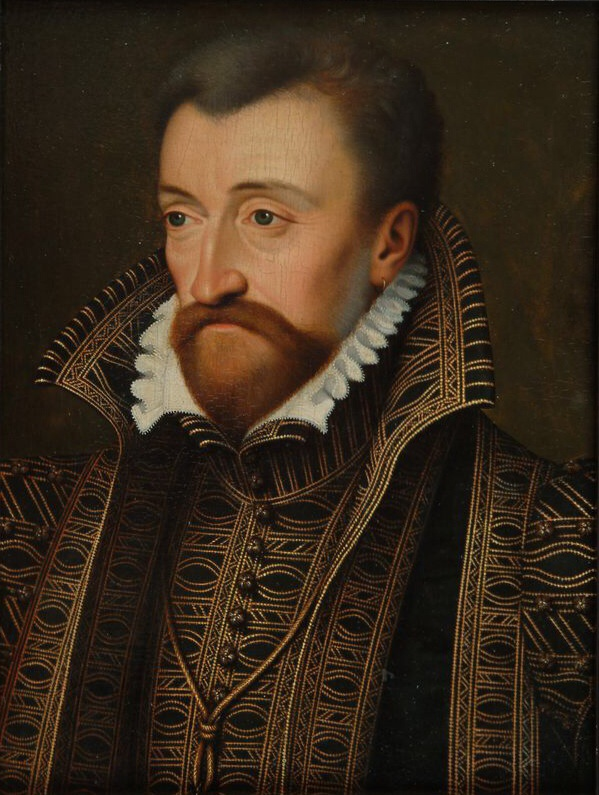
Antonio di Borbone

Anche i due maggiori capitani degli eserciti cattolici, Antonio di Borbone e Francesco I di Guisa, furono presto uccisi, il primo nell'assedio di Rouen e il secondo in quello di Orléans, nel corso di un'imboscata a Saint-Hilaire-Saint-Mesmin.
La scomparsa dei principali capi delle due fazioni permise a Caterina de' Medici di ristabilire la pace: propose al principe di Condé dei negoziati che si conclusero il 19 marzo 1563 con l'Editto di Amboise che, più restrittivo ancora di quello di Saint-Germain, autorizzava i non nobili protestanti a celebrare il loro culto in un solo luogo ben stabilito per ciascun distretto amministrativo (i nobili possono invece celebrare la Santa Cena nelle loro residenze) ma aprì comunque un periodo di tolleranza civile. Le città di Rouen, Orléans e Lione furono restituite ai cattolici.
La guerra lasciò gravi ferite. Le chiese prese dai protestanti furono danneggiate e città come Rouen, Orléans e Lione, a causa delle violenze che vi furono commesse, divennero da quel momento focolai dell'intransigenza cattolica; durante il 1563 si istruirono numerosi processi contro i protestanti accusati di aver devastato le chiese e distrutto le reliquie, atto che era considerato un gravissimo sacrilegio dai cattolici. Molti cattolici erano stati uccisi o condannati da tribunali protestanti, ma questo non era considerato nemmeno lontanamente paragonabile per gravità alla distruzione delle reliquie e delle immagini miracolose.
Alla fine, la pace restò precaria. La grande maggioranza dei cattolici non ammetteva che i protestanti, che essi chiamavano abitualmente eretici, potessero professare liberamente la loro confessione, mentre i protestanti, non avendo gli stessi diritti dei cattolici, si sentivano considerati sudditi di seconda categoria, e continuavano a cercare di convertire il paese ed il Re alla loro religione. Inoltre gli ugonotti volevano rendere più puritano il paese, e nelle zone che avevano governato erano riusciti momentaneamente a modificare alcuni comportamenti, che tornarono alla normalità con il ritorno dei cattolici. In particolar modo avevano abolito la prostituzione (cacciando le prostitute), la moda dei vestiti colorati e sfarzosi (gli ugonotti tendenzialmente si vestivano di nero), le feste carnevalesche e "pagane", l'elemosina ai mendicanti (ma sia i cattolici che i protestanti francesi erano alla ricerca di sistemi d'aiuto sostitutivi alla parte più povera della società, senza però essere riusciti a risolvere del tutto il problema).
Approfittando della pace, Caterina iniziò nel 1564 una visita ufficiale per tutta la Francia allo scopo di mostrare il giovane re Carlo IX ai sudditi e, soprattutto, per presentare al popolo la Corona come l'unica e indispensabile garante della stabilità del Paese. Secondo Miquel, i due regnanti furono accolti ovunque con trionfali manifestazioni di fedeltà.

## La seconda guerra di religione (1567–1568)
Conosciuta una pace di quattro anni, il regno di Francia fu nuovamente percorso da conflitti armati. La ripresa delle ostilità nel 1567 si spiega con tre motivi: il fallimento dell'Editto di Amboise, che di fatto permetteva la libertà di culto solo ai nobili, il tempestoso contesto internazionale e la rivalità fra il principe di Condé e il giovane fratello del re, Enrico duca d'Angiò, futuro re Enrico III. L'ambizioso Condé si adombrò dell'ascesa politica di un principe di soli 16 anni e lasciò la corte a dimostrazione della sua ostilità.
All'esterno, la situazione era grave. Nel 1566 una violenta ondata iconoclasta si era abbattuta sulle chiese e sui conventi delle Fiandre. Questo grande sommovimento popolare, conosciuto con il nome di rivolta dei pezzenti fu rapidamente soffocato dagli spagnoli che governavano i Paesi Bassi, ma la nobiltà locale ne approfittò per reclamare di fronte al re di Spagna più libertà. Benché la calma fosse stata ristabilita nel 1567, Filippo II spedì un esercito per punire i ribelli che, proveniente dalla Lombardia, si diresse verso i Paesi Bassi marciando lungo le frontiere francesi; una tale minacciosa vicinanza ravvivò i timori del re francese che decise di preparare molti battaglioni svizzeri per prevenire un eventuale attacco spagnolo alla Francia.

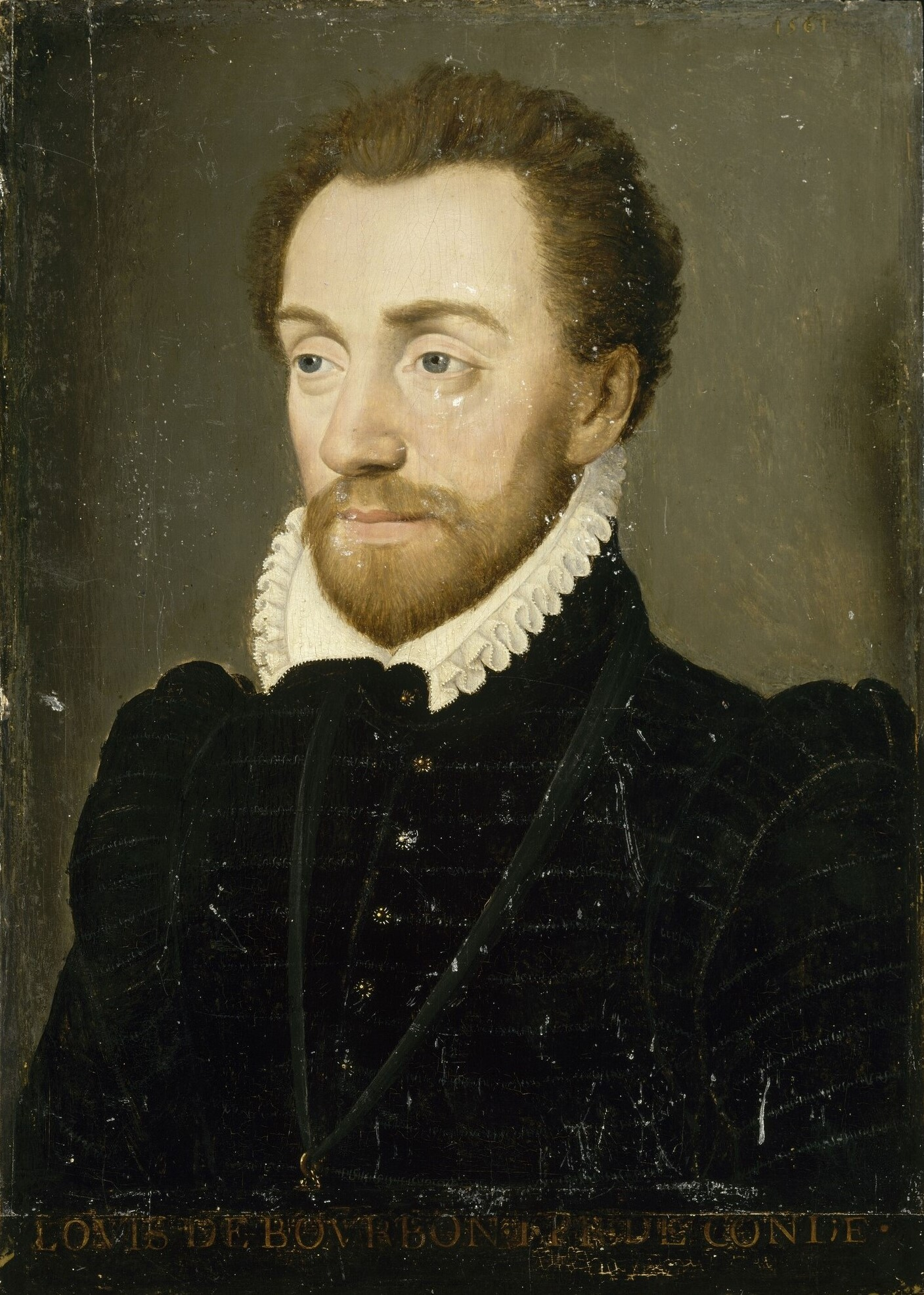
Luigi I di Borbone-Condé

La leva suscitò l'inquietudine dei protestanti francesi, diffidenti dopo l'incontro di Bayonne fra Caterina e l'inviato di Filippo II, il duca d'Alba, la cui conclusione era stata tenuta segreta e fu interpretato come un accordo dei due regnanti ai loro danni. I moti iconoclasti dei Fiamminghi e la deludente esperienza di Maria Stuart in Scozia ravvivarono le passioni dei Francesi, che ebbero un primo sbocco nel massacro della Michelade, dove decine di monaci furono uccisi dagli ugonotti.
La seconda guerra scoppiò esattamente il 28 settembre 1567 quando il principe di Condé tentò d'impadronirsi della famiglia reale con la forza, un episodio chiamato la sorpresa di Meaux. Questa rottura della politica di concordia fu effettivamente una sorpresa e l'attacco del principe, nel quale Caterina aveva riposto le sue speranze di riconciliazione, apparve un tradimento. Subito ripresero le violenze, già il giorno successivo, quando a Nîmes nella cosiddetta Michelade i protestanti uccisero da 80 a 90 cattolici. La reggente decise di ricorrere all'uso della forza: le città protestanti del Mezzogiorno si sollevarono e i due eserciti si affrontarono nuovamente.
Alla testa dell'esercito protestante, Condé si stabilì a Saint-Denis, deciso a conquistare Parigi per fame ma il 10 novembre è respinto di fronte alla capitale in una battaglia che ha peraltro esito incerto e nella quale muore il connestabile Anne de Montmorency.
Il resto della campagna militare si svolse nel Sud-Est della regione parigina, tra la Loira e la Mosa, in un faccia a faccia senza scontri. Da novembre 1567 a febbraio 1568, il duca d'Angiò cercò di affrontare l'esercito protestante ma Condé e Coligny rifiutarono d'impegnarsi in combattimento, aspettando i tedeschi del principe palatino Casimir: a tal scopo, lasciarono le rive della Senna dirigendosi in Lorena. Da parte sua l'esercito reale attese di unirsi alle forze tedesche del duca di Sassonia e a quelle piemontesi. Scaramucce a parte, non successe nulla.
Uniti ai tedeschi, i protestanti scesero in Borgogna, attraversarono la Loira a La Charité, risalirono verso Parigi e presero Blois e Chartres. La mancanza di denaro da entrambe le parti portò alla tregua, firmata a Longjumeau il 22 marzo 1568.

## La terza guerra di religione (1568-1570)

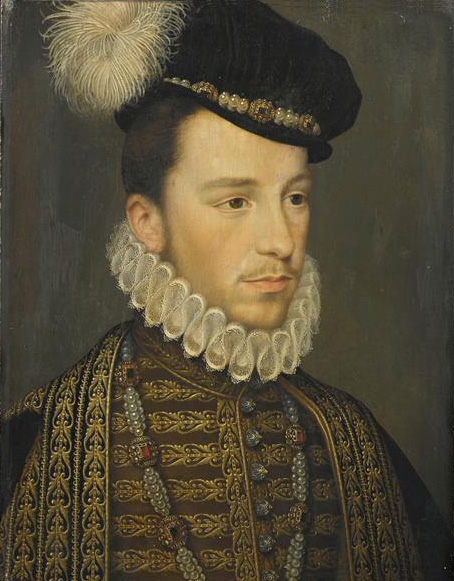
Il duca d'Anjou

La pace di Longumeau era fragile, perché il governo reale non aveva più fiducia nel principe di Condé, e si fece avanti l'idea di un coordinamento di tutte le forze cattoliche europee per reprimere il protestantesimo come mostra, per esempio, l'esecuzione di Cocqueville. La tregua permise ai due eserciti di riorganizzarsi e qualche mese dopo la guerra riprese. I cattolici tentarono invano, il 29 luglio 1568, di catturare il Condé nel castello di Noyers e l'ammiraglio de Coligny a Tanlay. I capi protestanti si riunirono a La Rochelle.
L'insieme della campagna si svolse nell'Ovest, a sud della Loira: l'obbiettivo dell'esercito cattolico era quello d'impadronirsi delle città protestanti poste tra la Charente e la Dordogna. I protestanti si ritirarono su La Rochelle attendendo l'arrivo del principe d’Orange e del duca de Deux-Ponts, il cui esercito era finanziato dall'Inghilterra, mentre le forze cattoliche del duca d'Anjou attendevano il sostegno di Filippo II e del papa Pio V.
Dopo una campagna invernale senza grossi scontri e segnata da non poche diserzioni, il duca d'Anjou ottenne il 13 marzo 1569 la vittoria a Jarnac dove il principe di Condé rimase ucciso. Il suo successore Coligny nominò Enrico di Navarra ed Enrico di Condé capi dell'esercito ugonotto, pur restando lui stesso il vero comandante. Da parte sua, il d'Anjou non riuscì a sfruttare la vittoria per insufficienza di artiglierie e di truppe da mettere a guarnigione delle città conquistate.
Fra la sorpresa dei cattolici, il duca di Deux-Ponts penetrò in Francia, devastò la Borgogna e prese senza difficoltà La Charité-sur-Loire superando la Loira. Il re andò a Orléans e Caterina nell'accampamento del figlio Enrico; mentre il duca de Deux-Ponts moriva, il 25 giugno 1569 Coligny batteva i cattolici a La Roche-l'Abeille, dove lo Strozzi fu fatto prigioniero, ma venne sconfitto il 3 ottobre a Moncontour.
Il d'Anjou riprese una ad una le città protestanti del Poitou, Châtellerault, Niort e Lusignan, e cinse d'assedio Saint-Jean-d'Angély dove il re e Caterina lo raggiunsero il 24 ottobre La Rochelle fu bloccata dal mare ma l'arrivo dell'inverno e la mancanza di denaro indussero a riprendere i negoziati. Le ostilità terminarono con la capitolazione di Saint-Jean-d'Angély il 3 dicembre 1569.
Durante le lunghe trattative, improvvisamente Coligny scese nel Midi e vinse la battaglia d'Arnay-le-Duc il 27 giugno 1570: l'evento affrettò la firma della pace di Saint-Germain, l'8 agosto 1570, che garantiva ai protestanti le quattro piazzeforti di Cognac, La Rochelle, Montauban e La Charité-sur-Loire.

## La quarta guerra di religione (1572–1573)

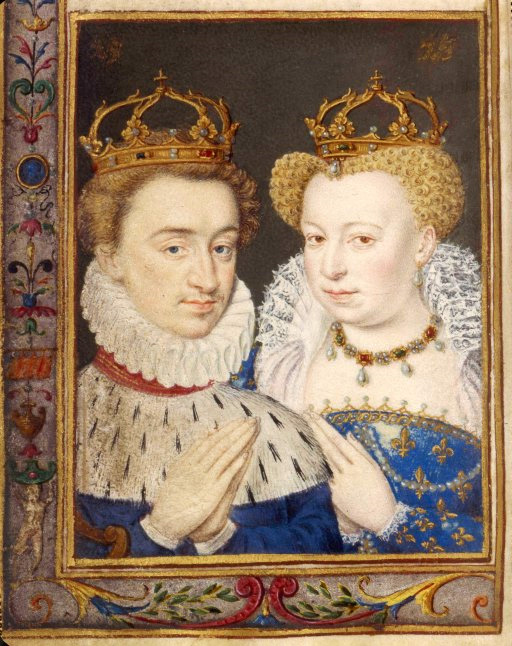
Enrico e Margherita. Il loro matrimonio sarà ricordato come "le nozze vermiglie" o "nozze di sangue" a causa del massacro di San Bartolomeo.

La quarta guerra si aprì con il massacro di San Bartolomeo, avvenuto il 24 agosto 1572. Per rinsaldare il mantenimento della pace tra i due partiti religiosi, Caterina progettò il matrimonio tra la figlia Margherita di Valois e il principe protestante Enrico di Navarra, futuro re Enrico IV. Il matrimonio, previsto per il 18 agosto 1572, non accettato dai cattolici intransigenti, richiamò a Parigi una gran numero di nobili ugonotti. Sembra che Caterina abbia cercato di sfruttare quest'occasione per porre termine alle continue guerre eliminando in un colpo solo pressoché tutti i capi della fazione protestante. Enrico di Guisa diresse personalmente la strage: dalla notte del 23 agosto al mattino del 24 migliaia di ugonotti furono assassinati nelle loro case; la vittima più illustre fu l'ammiraglio Coligny, pugnalato e scaraventato dalla finestra della sua abitazione.
La strage fu imitata in altre città: a Orléans, a Troyes, a Rouen, a Bordeaux, a Tolosa, ma non ebbe i risultati sperati, perché la guerra riprese ugualmente e si concluse senza concreti risultati, dopo il fallimento, da parte delle forze cattoliche, dell'assedio di La Rochelle.
Venne rimessa in discussione l'autorità del potere reale, sia con la costituzione dell'Unione dei protestanti del Midi, una sorta di governo parallelo, che imponeva imposte, organizzava gli Stati generali, manteneva un proprio esercito e intendeva trattare col governo centrale, che con la pubblicazione di scritti, come le Franco-Gallia di François Hotman e Le Réveille-matin des Français, che contestavano il principio d'ereditarietà della monarchia e la legittimità della reggenza, particolarmente se tenuta da una donna straniera.
Nello stesso periodo, a Péronne, nel nord, si costituì la Lega cattolica, per iniziativa dei Guisa, cui aderirono nobili e borghesi della Francia settentrionale, ma a cui capo era l'alta nobiltà, che intendeva approfittare delle difficoltà del governo per indebolire l'autorità reale. Le enormi spese per finanziare le continue guerre, unite alle devastazioni portate dagli eserciti, avevano ancor più aumentato la pressione fiscale su una popolazione che, nella sua maggioranza, subiva da decenni un costante impoverimento: oltre a provocare agitazioni popolari, scoppiate in diverse regioni, dal Delfinato alla Normandia, il governo regio, non potendo ulteriormente tassare le campagne, si era volta a esigere denaro anche a quelle città che godevano ancora di autonomia amministrativa. Il risultato fu una crescente ostilità contro la dinastia dei Valois.

## La quinta guerra di religione (1574–1576)

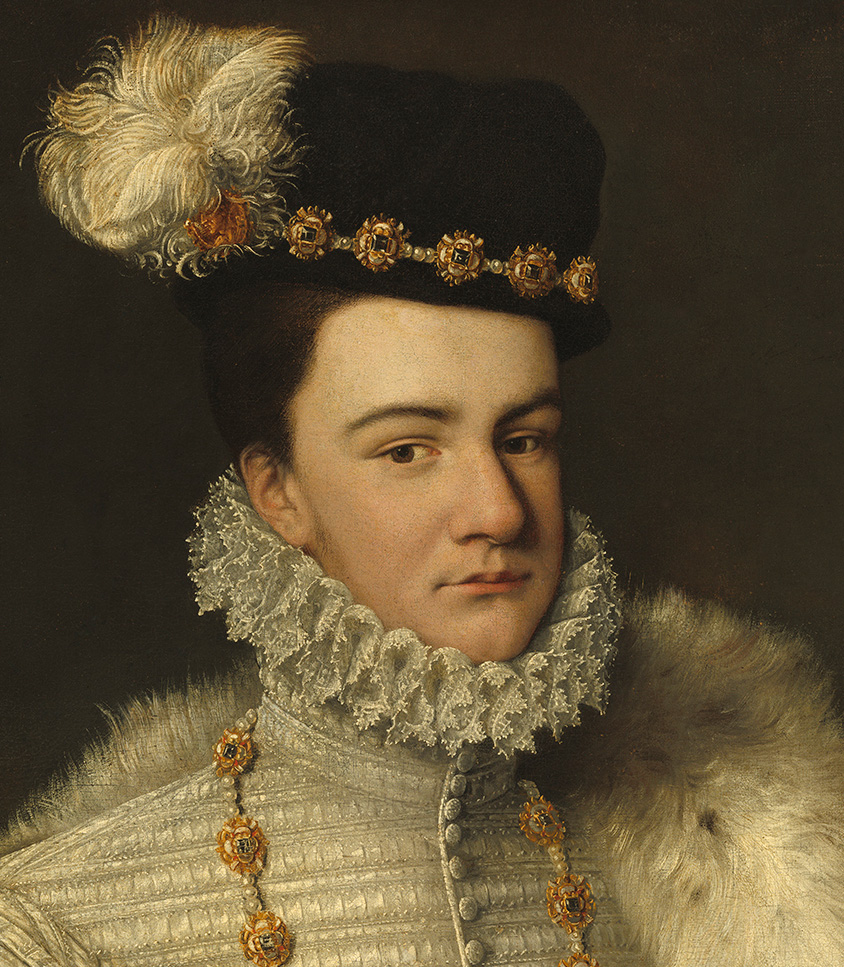
Francesco d’Alençon

La guerra si riaprì con il complotto dei Malcontent, detti anche i Politici, il partito dei cattolici moderati che era molto più preoccupato delle conseguenze politiche che le continue guerre arrecavano alla Francia, piuttosto che delle conseguenze religiose. Di fronte all'appoggio dato dal re agli estremisti del partito cattolico, essi si raccolsero intorno al figlio minore di Caterina, Francesco duca d'Alençon, contro il re Carlo IX e l'altro fratello, il duca d'Anjou, la cui influenza politica era al culmine dopo la strage di San Bartolomeo e la sua assenza dalla Francia, essendo egli partito per prendere possesso del trono polacco, favorì numerose speculazioni politiche.
Al complotto dell'Alençon, ordito con la speranza di eliminare il fratello duca d'Anjou dalla successione al trono francese, si unirono i protestanti della casa dei Montmorency e del re di Navarra. Vi furono anche appoggi all'estero: il principe di Condé era in Germania per cercare aiuti mentre Gabriele I di Montgomery preparava uno sbarco in Normandia con l'aiuto degli inglesi. Essi godevano anche dell'appoggio di Ludovico di Nassau e del Turenne.
Ma il complotto fallì e vennero arrestati il maresciallo François de Montmorency e il Cossé-Brissac, Gabriele di Montgomery fu catturato in Normandia; soltanto Enrico I di Montmorency, fratello di Francesco di Montmorency e governatore della Linguadoca, riuscì a mantenere la sua libertà protetto da armati protestanti.
Quando il duca d'Anjou, alla morte del fratello Carlo IX, lasciò il trono polacco per assumere quello di Francia con il nome di Enrico III, non riuscì a raggiungere un accordo con il governatore della Linguadoca, che reclamava la liberazione del fratello. La guerra iniziò qualche mese dopo con la sorprendente fuga del d'Alençon e, sei mesi dopo, di quella del re di Navarra. Malgrado la vittoria (10 ottobre 1575) a Dormans del duca di Guisa, che comandava le truppe reali, la minaccia su Parigi dell'esercito di Giovanni Casimiro, figlio del conte palatino del Reno, chiamato in soccorso dal principe di Condé, fece sì che Enrico III firmasse il 6 maggio 1576 l'editto di Beaulieu che aumentava la libertà di culto ai protestanti, concedeva loro quattro piazzeforti, riabilitava la memoria del Coligny e concedeva benefici al d'Alençon.

## La sesta (1576–1577) e la settima (1579–1580) guerra di religione
La sesta guerra fu la conseguenza delle condizioni accordate ai protestanti e ai prìncipi dall'editto di Beaulieu e considerate troppo favorevoli. Il re riuscì a riprendere qualche città ma, mal sostenuto dalla Lega cattolica, abbandonò le operazioni per mancanza di mezzi. La guerra terminò con l'editto di Poitiers, nel 1577, che restringeva le condizioni ammesse per la celebrazione del culto protestante.
Due anni dopo fu dichiarata da una minoranza di protestanti la settima guerra, che risultò una delle più brevi. Finì quasi nell'indifferenza generale con la presa di Cahors da parte di Enrico di Navarra e la pace di Fleix, vicino a Bergerac. Questa guerra è stata chiamata anche la guerra degli amanti a causa della vita mondana condotta dallo stesso Enrico di Navarra, il prossimo re Enrico IV, e dalla moglie Margherita di Valois, a Nérac, fra le mille galanterie di una corte di giovani signori.

## L'ottava guerra di religione (1585–1598)

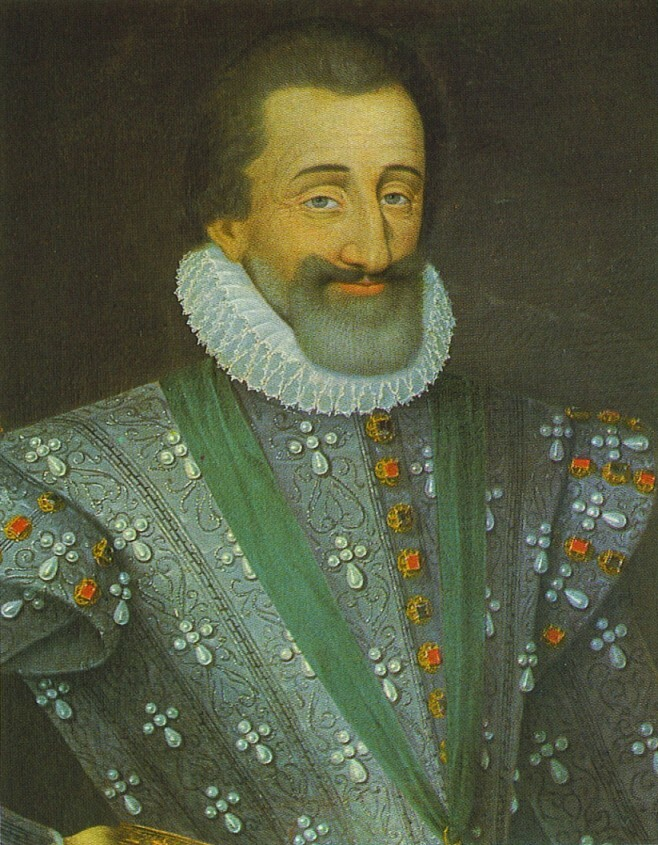
Enrico IV

L'ottava guerra di religione viene spesso anche chiamata Guerra dei tre Enrichi (Enrico III di Francia, Enrico III di Navarra ed Enrico I di Guisa). Il re di Francia Enrico III si riconciliò con il re di Navarra nel 1584; il re di Francia, privo di figli, confermò inoltre il re di Navarra come proprio successore al trono (Enrico di Navarra era infatti l'erede secondo la legge salica che regolava la successione francese dal XIV secolo). Questa riconciliazione venne abilmente sfruttata dai Guisa, che non nascondevano le loro pretese al trono (invocando supposte discendenze carolinge della casa di Lorena), e dalla Lega cattolica che, nella primavera del 1585, prese il potere in molte città di provincia, trasformandosi in una confederazione di città del Nord: l'ampiezza del sollevamento costrinse il re a firmare il trattato di Nemours che l'obbligava a rompere con il Navarra e con i protestanti. Diffidando dei Guisa e della Lega, il re si mostrò incerto e intervenne tardi nel conflitto: sconfisse il Navarra a Coutras ma fu vinto a Auneau. La popolazione di Parigi si sollevò contro il re nelle «giornate delle barricate», il 12 e 13 maggio 1588; Enrico III fuggì a Chartres e cercò di ricucire l'alleanza con i protestanti e di eliminare i capi della Lega cattolica: il duca di Guisa e il fratello cardinale furono assassinati a Blois il 23 dicembre 1588, ma anch'egli cadde vittima, il 1º agosto 1589, del pugnale del monaco Jacques de Clement.
Divenuto così re di Francia col nome di Enrico IV, il Navarra aveva il problema di rendere effettivo il suo regno che era per metà controllato dalla Lega, compresa Parigi che egli, dopo aver riportato il 14 marzo 1590 una brillante vittoria nella battaglia di Ivry e la conquista di Chartres, strinse d'assedio invano. La capitale si era data un governo autonomo, il Consiglio dei Sedici, i rappresentanti dei sedici quartieri della città e Filippo II cercava di approfittare della situazione mandando truppe dai Paesi Bassi in soccorso della capitale assediata. A sud le truppe alleate del nuovo re, al comando del duca di Montmorency, dopo aver sconfitto le forze dei Joyeuse che gli disputavano il controllo della Linguadoca, assediarono Tolosa, mentre il Lesdiguières liberava Marsiglia e la Provenza, occupata dal duca di Savoia.
Nel 1592 scoppiò nel sud-ovest la rivolta dei contadini, chiamata sprezzantemente des croquants, rivolta dei sorci. Erano stati in realtà i contadini rivoltosi a darsi la parola d'ordine aux croquants! in riferimento agli esattori delle imposte. Non soltanto gli appaltatori delle tasse erano l'obbiettivo della loro protesta violenta ma anche le ville dei nobili, i quali del resto erano altrettanti esattori di tributi e di lavoro.
Le rivolte contadine, contro le quali la Lega cattolica, duramente impegnata a combattere Enrico IV, non poteva nulla, spaventarono la nobiltà che s'impose una revisione della propria strategia di alleanze. Solo uno stato forte e unito poteva ristabilire l'ordine minacciato all'interno dai contadini e all'esterno dalle ingerenze spagnole. L'atto di conversione al Cattolicesimo di Enrico IV, avvenuto il 25 luglio 1593, gli aprì, il 22 marzo 1594, le porte della capitale, delusa dalla politica dei Sedici, che non aveva mutato le condizioni di vita come la popolazione si attendeva.
Dichiarata guerra alla Spagna, il 5 giugno 1595 Enrico IV sconfisse definitivamente le forze della Lega cattolica in Borgogna nella battaglia di Fontaine-Française, quindi entrò trionfalmente a Lione e ottenne la sottomissione del Mayenne e del cardinale de Joyeuse. Voltosi a nord, vinse gli spagnoli a Laon ma perse la città di Amiens, che tuttavia riconquistò, sia pur a fatica, il 19 settembre 1597, dopo un assedio di sei mesi. Nel sud-ovest, intanto, le forze dei nobili, appoggiate dai mercenari del re, schiacciarono la rivolta del croquants dopo due anni di lotta accanita.
Enrico si recò a Nantes per ottenere la resa del governatore della Bretagna, il duca de Mercoeur, e qui emanò nell'aprile 1598 l'Editto di Nantes con il quale il cattolicesimo fu proclamato religione di Stato ma i protestanti ottenevano la libertà di professare la loro confessione - tranne che a Parigi e in poche altre città -, il diritto di accedere alle cariche pubbliche, di godere di privilegi fiscali e di mantenere un proprio esercito di 25000 uomini e duecento fortezze a garanzia della loro sicurezza.
Con la pace di Vervins, firmata il 2 maggio 1598 dalla Francia e dalla Spagna, che restituì tutti i territori occupati, si conclusero le guerre di religione francesi.